# Lázaro Barbosa de Sousa
Lázaro Barbosa de Sousa (Barra do Mendes, 27 de agosto de 1988 — Águas Lindas de Goiás, 28 de junho de 2021) foi um criminoso brasileiro que ganhou notoriedade em junho de 2021, após matar quatro pessoas de uma mesma família que residiam em uma chácara localizado no Incra 9, bairro da região administrativa de Ceilândia, no Distrito Federal.
Após os assassinatos, Lázaro foi perseguido pela polícia por 20 dias (9 a 28 de junho de 2021), o que contou com uma força-tarefa com expressivo contingente no entorno do DF, enquanto seguia numa onda de assaltos em chácaras no município goiano de Cocalzinho, com ampla cobertura da mídia.
A familiaridade do criminoso com as regiões de mata e as dificuldades inerentes às buscas permitiram que Lázaro continuasse foragido, na época. Lázaro morreu na manhã de 28 de junho de 2021 após uma troca de tiro com policiais.
Ele foi algumas vezes classificado pela imprensa como serial killer, mas Ilana Casoy, uma das grandes especialistas brasileiras na área, negou que ele fosse um assassino em série, oferecendo uma explicação em seu Twitter sobre o assunto. Para a Jovem Pan ela declarou, enquanto Lázaro estava foragido, que ele era um "latrocida estuprador em fuga". "Não vi ritual", completou também. 

## Crimes

### Assassinatos e estupros
Em 2007, foi preso na Bahia em sua cidade natal, Barra do Mendes, por um duplo homicídio, porém fugiu dez dias depois, mudando-se de estado. Dois anos depois, foi recapturado e levado para o Complexo Penitenciário da Papuda, em Brasília, desta vez por suspeita de roubo, estupro e posse ilegal de arma. Em 2013, passou por um laudo médico que constatou problemas mentais sérios, que retratava Lázaro como impulsivo, ansioso, desequilibrado mentalmente e com "preocupações sexuais".
Em 2014, recebeu atestado de bom comportamento e, com isso, obteve o direito de cumprir a pena no regime semiaberto. Escapou da Papuda em 2016 e foi recapturado somente em 7 de março de 2018, sendo encaminhado para um presídio em Águas Lindas de Goiás, do qual fugiu pelo teto no dia 23 de julho. Desde então, encontrava-se foragido da cadeia.
No dia 8 de abril de 2020, foi acusado de invadir uma chácara e, utilizando um machado, golpear na cabeça um homem; o homem sobreviveu, mas porta sequelas até os dias atuais. Em 26 de abril de 2021, invadiu uma casa em Sol Nascente, tendo trancado o pai com o filho no quarto e estuprado a mulher no matagal. Em 17 de maio de 2021, invadiu outro sítio no Sol Nascente, onde rendeu e prendeu em um quarto todos os homens da casa, deixou as mulheres nuas e fez com que elas o servissem.
No dia 9 de junho de 2021, Lázaro invadiu um sítio em Incra 9 na cidade de Ceilândia, onde assassinou a sangue frio Cláudio Vidal, de 48 anos, e seus dois filhos Gustavo Marques Vidal, de 21 anos, e Carlos Eduardo Marques Vidal, de 15 anos. Em sua fuga após o crime, levou em sua posse Cleonice Marques, de 43 anos, esposa e mãe dos outros falecidos, como sua refém. Antes de ser raptada, Cleonice Marques conseguiu avisar seu irmão sobre a situação por um telefone celular. Seu irmão chegou ao local do crime e logo ligou para a polícia, que iniciou uma força-tarefa na esperança de encontrar Cleonice Marques viva.

### Outros crimes e perseguição policial
No dia 10, Lázaro invadiu outro sítio a 3 km daquele no qual havia praticado o primeiro crime, fazendo de refém a proprietária e o caseiro da chácara durante três horas. Durante este tempo, obrigou a proprietária a cozinhar para ele enquanto fazia comentários orgulhosos sobre o crime anterior, que havia passado na televisão, para as vítimas amedrontadas. Lázaro também obrigou as vítimas a beberem e usarem drogas com ele. Após o episódio, ele fugiu levando celulares, uma jaqueta e duzentos reais. Nesta ocasião, Lázaro não matou nem feriu ninguém. No dia 11, Lázaro roubou um veículo em Ceilândia e dirigiu até Cocalzinho, em Goiás, onde incendiou o carro para dificultar seu reconhecimento. Após o ato, um comparsa facilitou sua fuga.
No dia 12, invadiu uma chácara e fez um caseiro refém, passando toda a tarde bebendo com o mesmo. Neste episódio, não feriu nem roubou o caseiro, apenas o obrigou a ingerir bebidas alcoólicas com ele. No mesmo dia, a inteligência da policia mapeou o modus operandi de Lázaro, o que os levou a dois esconderijos do assassino, onde foram encontrados os restos mortais de Cleonice, que havia sido sequestrada no dia 9 de junho. Durante a noite do dia 12, Lázaro invadiu outra chácara. Os civis que estavam no local reagiram e foram baleados; ao total, três civis foram feridos e dois se encontram em estado grave. Após balear os residentes do sítio, Lázaro fugiu roubando duas armas do local. Mais tarde no mesmo dia, incendiou uma casa e trocou tiros com a polícia, porém, conseguiu fugir do local.

Propriedade rural em Goiás ocupada pelas forças de segurança para evitar ação de Lázaro na área

No dia 13, Lázaro consegue fugir dos policiais, rouba um carro estacionado, e dirige por 30 km até chegar próximo a uma das barreiras montadas pela policia. Lázaro salta do carro e foge a pé para dentro do mato onde continua foragido. Em 15 de junho, Lázaro foi encontrado por viaturas rurais da zona que participavam do cerco ao mesmo após ataque a uma família, participou de uma troca de tiros no qual acabou baleando de raspão um policial militar, o mesmo foi transportado de helicóptero para o hospital e passa bem. Aparentemente ele não estava ferido, tendo tirado a credibilidade da história do caseiro. A SSP não soube informar se Lázaro também ficou ferido na ação.
No dia 16, Lázaro foi visto por moradores da cidade de Cocalzinho de Goiás. Após ser avistado, invadiu uma residência onde se encontravam três pessoas, rendendo duas das três vítimas. Uma das vítimas, adolescente, conseguiu enviar uma mensagem para a policia enquanto se escondia no quarto. A casa estava sendo vigiada pelos policiais militares e Lázaro adentrou a residência logo após a saída da guarnição. Lázaro encontrou a adolescente e levou os três reféns para o mato, onde destruiu seus telefones celulares. Após perceber o cerco da policia com helicópteros, ele liberou os reféns e seguiu sua fuga. As autoridades suspeitam que Lázaro passou a noite em um sítio abandonado tendo em vista sinais de arrombamentos recentes e uma camiseta com sangue, o que significa que Lázaro pode estar ferido ou ter caçado algum animal recentemente. No dia seguinte, Lázaro troca tiros com a polícia durante um cerco na zona rural de Cocalzinho de Goiás. O tiroteio deixou feridos, porém, mais informações não foram dadas.
No dia 24 de junho, o Secretário de Segurança Pública de Goiás, Rodney Miranda, disse que a polícia prendeu duas pessoas suspeitas de ajudarem Lázaro a fugir. Eles eram o fazendeiro Elmir Caetano Evangelista e o seu caseiro Alain Reis dos Santos. Segundo depoimento de Alain à polícia, Lázaro dormiu cinco dias na propriedade de Elmir, além de jantar e almoçar, sendo chamado pelo fazendeiro através de gritos em direção à mata. Elmir, no entanto, segundo a defesa, negou tudo e alegou que, ao gritar o nome de Lázaro em direção à mata, estava apenas brincando. No dia 26, foi revelado pela polícia que Lázaro havia criado um perfil falso no Facebook chamado "Patrik Sousa", provavelmente para acompanhar as notícias do caso. A conta foi criada a partir de um celular roubado, e o criminoso ficou com ele entre os dias 15 e 18 de junho.

## Resposta policial
Uma força tarefa foi montada em conjunto com as policias militar, civil e rodoviária federal, com a participação de mais de duzentos homens em incursões para encontrar Lázaro. Os policiais dividiram-se entre estradas importantes da região, onde foram montadas barreiras; também ocuparam 34 chácaras da região para proteger os moradores e realizaram patrulhas pela área de mata onde Lázaro havia se escondido já que, segundo a polícia, ele seria um "mateiro experiente".
Os bombeiros militares também auxiliaram nas buscas por Lázaro, utilizando drones para o encontrar e prevenir maiores intercorrências.
Lojas das regiões por onde Lázaro passou foram fechadas para evitar a presença do criminoso. Além disso, há relatos de que moradores das regiões passaram a abandonar suas casas.

### Morte
No dia 28 de junho, o governador de Goiás, Ronaldo Caiado (DEM), anunciou sua prisão. O criminoso foi localizado na casa da ex-sogra. Após a captura pelos policiais, Lázaro morreu numa troca de tiros, no município de Águas Lindas de Goiás.

## Possíveis motivações
Lázaro encontrava-se foragido desde 2018 e trabalhava em propriedades rurais. As razões que o levaram a matar a família no Incra 9 são desconhecidas. Contudo, foram atribuídas possíveis motivações. Lázaro, em um laudo psicológico anterior ao incidente em 2021, havia sido descrito como uma pessoa impulsiva, ansiosa e com "preocupações sexuais".

## Repercussão
Nas redes sociais, Lázaro tornou-se um meme da internet devido à demora da polícia em capturá-lo. No Facebook, ao menos 346 perfis falsos do criminoso foram criados, segundo pesquisa realizada em 17 de junho de 2021. No dia 18, circulou um vídeo falso mostrando a captura de Lázaro. Também foram divulgadas montagens falsas que tentavam ligar o criminoso ao presidente Luiz Inácio Lula da Silva (PT).